# Morton D. Hull

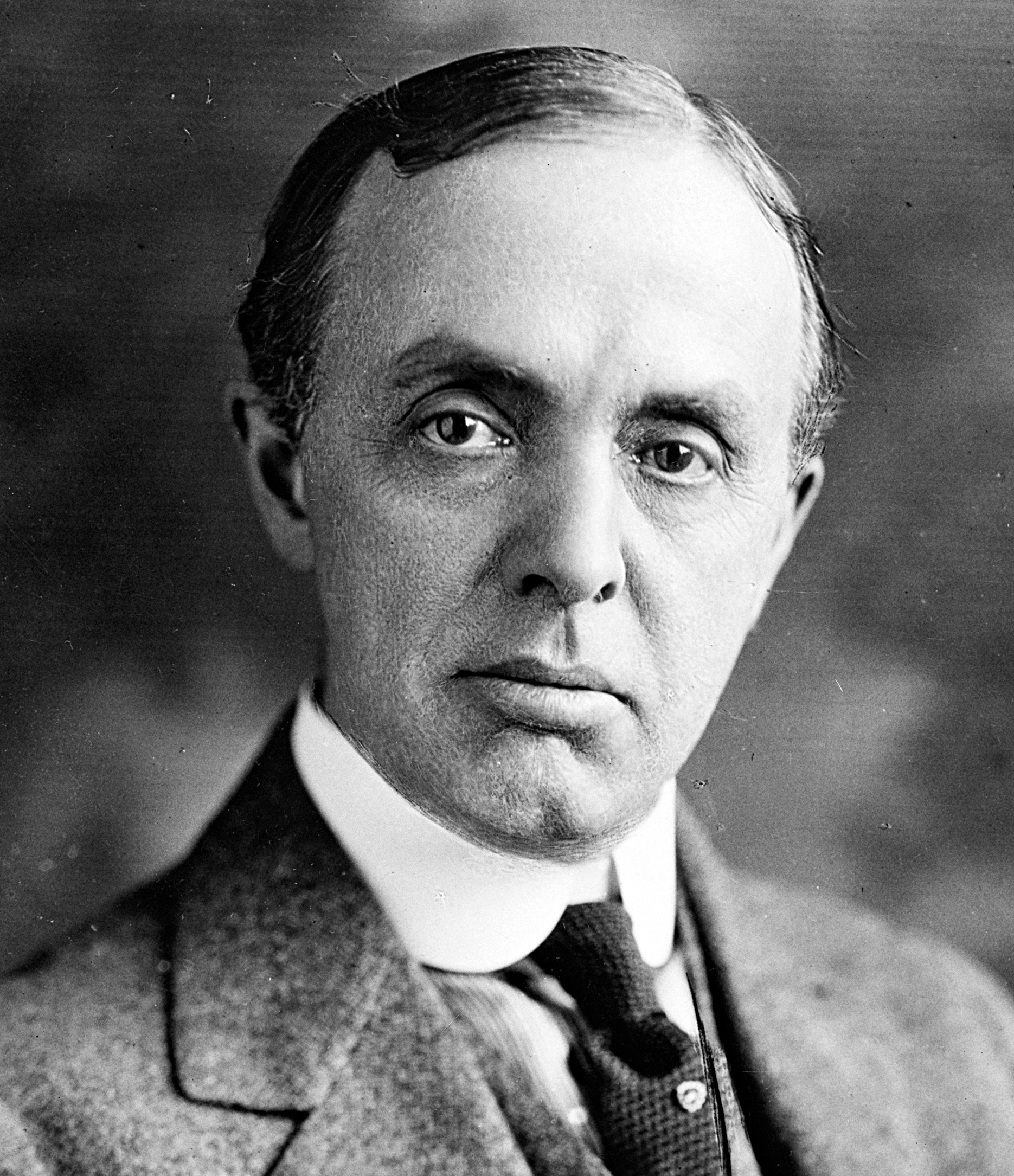
Morton D. Hull (1923)

Morton Denison Hull (* 13. Januar 1867 in Chicago, Illinois; † 20. August 1937 in Bennington, Vermont) war ein US-amerikanischer Politiker. Zwischen 1923 und 1933 vertrat er den Bundesstaat Illinois im US-Repräsentantenhaus.

## Werdegang
Morton Hull besuchte die öffentlichen Schulen seiner Heimat und danach bis 1885 die Phillips Exeter Academy in New Hampshire. Nach einem anschließenden Jurastudium und seiner 1892 erfolgten Zulassung als Rechtsanwalt begann er in Chicago in diesem Beruf zu arbeiten. Er beteiligte sich finanziell an mehreren Handwerksfirmen. Gleichzeitig schlug er als Mitglied der Republikanischen Partei eine politische Laufbahn ein. Zwischen 1906 und 1914 war er Abgeordneter im Repräsentantenhaus von Illinois; von 1915 bis 1922 gehörte er dem Staatssenat an. Im Juni 1916 nahm er als Delegierter an der Republican National Convention in Chicago teil. Im selben Jahr kandidierte er erfolglos für das Amt des Gouverneurs von Illinois. 1920 war er Delegierter auf einer Versammlung zur Überarbeitung der Staatsverfassung.
Nach dem Tod des Abgeordneten James Mann wurde Hull bei der fälligen Nachwahl für den zweiten Sitz von Illinois als dessen Nachfolger in das US-Repräsentantenhaus in Washington, D.C. gewählt, wo er am 3. April 1923 sein neues Mandat antrat. Nach vier Wiederwahlen konnte er bis zum 3. März 1933 im Kongress verbleiben. Im Jahr 1932 verzichtete er auf eine weitere Kongresskandidatur.
Nach dem Ende seiner Zeit im US-Repräsentantenhaus nahm Morton Hull seine früheren Tätigkeiten wieder auf. Er starb am 20. August 1937 auf seinem Sommersitz in Bennington.